# Encinedo
Encinedo è un comune spagnolo di 1 010 abitanti situato nella comunità autonoma di Castiglia e León.